# Ilioneus (Gefährte des Aeneas)
Ilioneus ist eine literarisch-mythologische Figur in Vergils Aeneis. Er war einer der Trojaner, die mit Aeneas eine neue Stadt in Hesperien gründen wollten. Sie starteten von Troja aus mit 20 Schiffen. Als diese auf der Reise von einem Sturm, welcher von Juno heraufbeschworen worden war, getrennt wurden, war er auf einem der 13 Schiffe ohne Anführer. Da er der Älteste der Trojaner war, wurde er automatisch zum obersten Befehlshaber. Die Trojaner kamen in der Nähe der damals noch kleinen Stadt Karthago an Land. Dort gingen sie zur Königin Dido, und Ilioneus fragte nach Aeneas und seinen Gefährten. Er erfuhr, dass diese auch gestrandet waren, und traf sich mit ihnen. Von da an übernahm Aeneas wieder die Führung.